# Onager (orožje)
Onager (latinsko onagres, dob. 'divji osel') je vzvojna mehanska metalna naprava, ki je predhodnica srednjeveškega katapulta. 
Metalna roka je vpeta v navit svitek vrvi. Metalna roka se napne s pomočjo vrvi. V posodo na koncu metalne roke se vloži izstrelek in sprosti napenjalno vrv.